# Origini della società
La teoria dell'evoluzione spiega che la società umana odierna è frutto di una lunga e lenta "evoluzione" genetica. 

## Età primordiale
"L'uomo di Pechino” 300.000 anni fa. Era un esperto cacciatore e aveva già imparato ad usare il fuoco. Inoltre comunicava con i suoi simili attraverso suoni e gesti, anche se non ancora organizzati in un vero e proprio linguaggio.
“L'Homo sapiens sapiens”, 42.000 anni fa. Affinando le capacità proprie degli ominidi precedenti, iniziò un lungo processo di aumento della complessità delle organizzazioni sociali, tanto che nessun animale esistente, riesce ad eguagliarci. Oltre al fatto che, le organizzazioni sociali animali sono trasmesse totalmente o quasi, geneticamente, mentre l'uomo sovrappone all'eredità genetica, anche l'eredità culturale, conseguenza della capacità di apprendere.

## Società di cacciatori / raccoglitori
Tali società oggi non esistono più o sono in via d'estinzione a causa del contatto con le società moderne. Gli studi su questo tipo di società quindi, non si possono basare solo sull'osservazione dei pochi casi tuttora presenti, ma si debbono tenere in considerazione le ricerche archeologiche e i resoconti degli esploratori di secoli fa.
In queste società, l'attività umana è minimizzata ad un'attività predatoria, infatti in queste società non si produce, ma si consuma e basta, a costo di essere nomadi.
Queste società sono vissute (e in minima parte tuttora vivono) in molti ambienti differenti, non solo dove la natura offre molta abbondanza di cibo.
Sia la caccia che la raccolta sono indispensabili per soddisfare i bisogni di queste società. La divisione sessuale del lavoro fa sì che la raccolta e la caccia siano compiti esclusivi, rispettivamente della donna e dell'uomo.
L'unità sociale di base è la famiglia nucleare. Una decina di famiglie formano una banda, che è un gruppo autosufficiente per la sopravvivenza, ma non per la riproduzione, per cui nasce il bisogno di rapporti spesso pacifici con le bande vicine da cui possono nascere anche occasioni per scambi e baratti.
Le bande appartengono a un gruppo più vasto (Tribù), unito territorialmente e dall'uso della stessa lingua. Se poi in una tribù le bande si riconoscono nelle stesse origini, si tratta di un Clan che per celebrare tale unità si servirà di qualche oggetto simbolico come ad esempio i Totem.
Queste società sono fortemente “egualitarie” dove non esistono privilegi. Il capobanda, quando c'è, è l'uomo che mostra maggiore forza e destrezza, piuttosto che un anziano saggio.
Il capotribù può nascere solo in momenti eccezionali, quando ad esempio si apre una guerra è serve una direzione strategica. Ma non nascono delle gerarchie di potere, ne ci sono particolari privilegi per il capo inoltre è destinato a durare poco.
L'unica figura di rilievo e di particolare prestigio è lo sciamano, esso è soprattutto un guaritore, e per le sue prestazioni riceve doni.
Queste società, sono le società umane più semplici.

## Società di coltivatori / pastori
La capacità del pensiero astratto, ovvero di poter pensare ciò che non c'è più e ciò che non c'è ancora ha permesso all'uomo di imparare la coltivazione. Questo periodo segna la “rivoluzione neolitica”. Da lì in poi, il rapporto-uomo natura cambierà data la consapevolezza umana che la natura non è solo un serbatoio di risorse, ma un laboratorio controllabile (almeno in parte) per giungere a dei fini umani.
Questa rivoluzione permise la nascita dei villaggi e l'abbandono del nomadismo. Questo perché uno stesso territorio, non solo bastava al sostentamento continuo dei bisogni dei gruppi umani, ma bastava per un numero sempre maggiore di persone.
La tendenza all'espansione dei villaggi, porta spesso a guerre e alleanze coi villaggi vicini. La figura del capo acquista la sua fisionomia, anche se non si tratta di un vero e proprio sistema politico. 
La terra è proprietà del villaggio, e di rado si presentano processi di specializzazione economica. Le eccedenze (quando ci sono) sono scambiate con i villaggi vicini. Gli scambi però non sono mai solo economici, ma possono avere una valenza rituale, diplomatica.
Nei villaggi, nonostante il loro grado di relativa complessità sociale, non esistono delle vere e proprie gerarchie di potere. Anche se questo non esclude livelli avanzati e stratificati di società come nel caso delle civiltà native americane.
La domesticazione degli animali si è sviluppata parallelamente all'orticultura. Anch'essa rappresenta un salto di qualità nel rapporto natura-uomo. All'inizio si trattava di animali erbivori e di piccole dimensioni, che potevano offrire, carne, latte, pelli, letame. 
Alcune società hanno sviluppato solo la domesticazione degli animali piuttosto che l'orticoltura. Questo accadde in luoghi laddove le condizioni climatiche non permettono la coltivazione. Ma questo ha innescato comunque rapporti di scambi con i villaggi agricoli.

## Società di agricoltori
L'aratro segnò un grande passaggio qualitativo dell'agricoltura. Perché assicurava la fertilità del terreno per tutto l'anno grazie al dissotterramento del terreno più ricco di sostanze. Acquistò ancora più efficacia quando allo sforzo muscolare umano, venne sostituito quello animale.
Il surplus produttivo delle derrate agricole creò il contesto per la differenziazione produttiva dei vari abitanti dei villaggi. Contemporaneamente a questo, nacque la teocrazia e i governi divini.
I sacerdoti dal tempio, per conto di dio, amministravano le terre e le ridistribuivano ai coltivatori. I contadini rendevano ai sacerdoti e a “dio” il loro surplus produttivo.
Al clero che si occupava dell'amministrazione, si deve l'invenzione della scrittura. Nata probabilmente per segnare le informazioni riguardanti determinate scorte alimentari in magazzino. La prima forma di scrittura fu quella cuneiforme inventata dai sumeri, le cui prime testimonianze risalgono alla fine del IV millennio a.C.
Con la nascita della figura del governatore, nasce la spaccatura sociale che fino ai nostri giorni caratterizzerà la società. Il surplus nei raccolti, soddisfa il governatore, la sua corte e una serie di altre professionalità intellettuali e/o amministrative. Le città diventano il luogo del potere e della differenziazione sociale. Quanto più la società diventa complessa, e il potere si rafforza, tanto più nasceranno codici civili sempre più elaborati. Il primo codice fu quello di Hammurabi.
La migliore amministrazione delle città fa nascere i regni, con dei confini molto più grandi, e con la tendenza alla guerra data la volontà di espansione o di resistenza. L'organizzazione militare diventa una necessità e quando un regno poi avrà la meglio, il popolo sconfitto subirà la schiavitù.

## Società agrarie dell'antichità
Sulle civiltà agrarie antiche come l'antica Grecia e l'impero di Roma, vi sono molte informazioni utili per capirne la società. Infatti in queste società, una particolare forma di scrittura, affiancava la trasmissione orale delle informazioni. Molti filosofi e pensatori in genere hanno lasciato importanti descrizioni delle società dell'epoca.
La civiltà urbana antica dipende esclusivamente dalla base agraria e dal lavoro dei contadini. I contadini potevano essere sia dei liberi proprietari, che degli affittuari o (in misura maggiore), degli schiavi.
L'economia schiavistica, ha il problema che gli schiavi non sono riproducibili, o almeno non in larga scala, occorre quindi una politica di guerra continua che faccia da “fabbrica di schiavi”. 
La città antica quindi dipende interamente dalla campagna, ma nello stesso tempo la domina.
La proprietà terriera è il fondamento della partecipazione alla amministrazione del governo. I cittadini greci che potevano “democraticamente” partecipare alle assemblee, come i senatori della Roma imperiale.
La civiltà greca fu un insieme di città-stato, in cui le forme di governo oscillavano dalla democrazia alla tirannia. Queste città non raggiunsero mai l'unità politica piena. Anche a causa delle difficili vie di comunicazione nei territori greci. 
Anche l'espansione greca, non dava vita a una forma imperiale. Quando una città diventava troppo grande, una parte prendeva il mare e fondava nuove città sul modello greco. Ma nonostante i rapporti con l'ex città continuassero, non si verificò mai un'unità politica, e le nuove colonie conservarono lo status di “città-stato”.
Roma anche nacque come città-stato, ma la sua espansione sulla terra ferma, permise un controllo politico sul territorio circostante sempre più vasto. La figura centrale dell'antica Roma, è l'esercito di legionari. Un esercito imponente per l'epoca. Questo permise l'espansione territoriale su tutto il mondo conosciuto. Aumentava così anche la necessità di ingegneri, tecnici ecc.. per la creazione di strade, acquedotti, ponti ecc..

## La società feudale
L'impero romano cadde per una combinazione di fattori endogeni ed esogeni. Le grandi masse di popolazioni che si addensarono sui confini riuscirono a penetrare. Da quel momento per alcuni versi può sembrare che ci sia stata una involuzione storica, ma in realtà per altri versi, si tratta di evoluzione. Nel contesto dell'epoca, dove i germani circondarono e si contrapposero all'impero romano, reso sempre più instabile nei rapporti tra periferia e il centro del sistema, si rafforzarono i poteri locali, dando vita a quel periodo europeo (ma non solo) del feudalesimo.
Il feudo è un'unità territoriale governata da un signore investito nella sua carica da un sovrano di rango superiore. Il feudatario, ha degli obblighi davanti al potere centrale, ma amministra da solo la giustizia, la difesa e lo sfruttamento del territorio che controlla.
Nasce la figura dei servi, in sostituzione degli schiavi. I servi sono esclusivamente legati alla terra (servi della gleba) e devono coltivarla per rendere al signore corvée in natura o in lavoro. Il signore in cambio, si occuperà di organizzare la difesa e l'amministrazione dei propri territori.
Il feudo è una unità autosufficiente, non ha necessità dei scambi molto elevati con i feudi circostanti. Anche perché in quel periodo le vie di comunicazione erano lasciate a sé stesse, rendendo molto pericolosi gli scambi commerciali. Il Castello, centro del potere del feudo, è anche luogo di sicurezza per gli abitanti del villaggio intorno, che in caso di necessità vengono fatti entrare al di qua delle mura.
Il cambiamento della società feudale, avviene quando un numero sempre maggiore di vie commerciali inizia a svilupparsi sulla volontà di privati. Questi nuovi commercianti, che speculano sulle differenze di prezzo tra un feudo e un altro, rendono sempre più dinamiche le città feudali attorno ai castelli. 
I mercanti in questo periodo reclamano la loro totale indipendenza e si organizzano in corporazioni e/o gilde per evitare la concorrenza reciproca e stipulano patti per la difesa comune contro i soprusi dei feudatari e dei briganti.
La rinascita delle città portò spesso i feudatari a lasciare il castello e a trasferirsi in città per contendere con il nuovo ceto mercantile, il potere cittadino.